# Портовое (Крым)
Порто́вое (до 1948 года Сары́-Була́т; укр. Портове, крымскотат. Sarı Bolat, Сары Болат) — село в Раздольненском районе Крыма, входит в состав Чернышёвского сельского поселения (согласно административно-территориальному делению Украины — Чернышёвского сельского совета Автономной Республики Крым)

## Население
| 2001 | 2014 |
| ---- | ---- |
| 105  | ↘67  |

Всеукраинская перепись 2001 года показала следующее распределение по носителям языка
По данным 2014 года в поселке проживало 67 человек.
| Язык       | Процент |
| ---------- | ------- |
| русский    | 57.14   |
| украинский | 41.9    |
| другие     | 0.95    |

### Динамика численности
| - 1915 год — 26/41 чел. - 1926 год — 101 чел. - 1939 год — 308 чел. - 1989 год — 110 чел. | - 2001 год — 105 чел. - 2009 год — 76 чел. - 2014 год — 67 чел. |

## Современное состояние
На 2016 год в Портовом, согласно КЛАДР, числится 12 улиц, при этом на Яндекс-карте обозначено 3 улицы; на 2009 год, по данным сельсовета, село занимало площадь 25,2 гектара, на которой в 56 дворах проживало 76 человек. В селе действует православный храм великомученика Георгия Победоносца Портовое связано автобусным сообщением с райцентром и соседними населёнными пунктами.

## География
Портовое — село на севере района, на берегу Каркинитского залива Чёрного моря, высота центра села над уровнем моря — 4 м. Ближайший населённый пункт — Кропоткино в 4 км на юг, расстояние до райцентра около 9 километров (по шоссе), ближайшая железнодорожная станция — Красноперекопск (на линии Джанкой — Армянск) — примерно 49 километров. Транспортное сообщение осуществляется по региональной автодороге 35Н-021 Портовое — Раздольное (по украинской классификации — С-0-11102).
Севернее Портового расположены филиал Крымского природного заповедника Лебяжьи острова и Каркинитский заказник.

## История
Судя по доступным историческим документам, селение было основано в начале XX века при сборной пристани для вывоза зерна на баржах морем в Евпаторию. По Статистическому справочнику Таврической губернии. Ч.II-я. Статистический очерк, выпуск пятый Евпаторийский уезд, 1915 год, в Коджамбакской волости Евпаторийского уезда числилось пристань Сары-Булат (Саенко В. Ф.), при которой было 3 двора с русским населением в количестве 26 человек приписных жителей и 41 — «посторонний», из которых 40 мужчин и 11 женщин. При хуторе числилось 1190 десятин удобной земли. В хозяйстве имелось 55 лошадей, 25 волов, 87 коров и 502 головы мелкого скота. На 1917 год в селе действовало почтово-телеграфное отделение.

При взятии Крыма красной армией в апреле 1919 года в посёлке был высажен тактический десант. По воспоминаниям П.  И. Тарана: 
Ночью… мне удалось на катере «Пчелка» незаметно подъехать к Крымским берегам и высадить возле Сарабулата десант в 12 человек, который вызвав панику, заставил бежать белых из Сарабулата. Захватив телефонную и телеграфную станцию, я начал давать распоряжения по несуществующим в Крыму войскам, «наступающим со стороны Сарабулата на Перекоп и Бакал», что вызвало чрезвычайно большую панику и замешательство
.
После установления в Крыму Советской власти, по постановлению Крымревкома от 8 января 1921 года № 206 «Об изменении административных границ» была упразднена волостная система и в составе Евпаторийского уезда был образован Бакальский район, в который включили село, а в 1922 году уезды получили название округов. 11 октября 1923 года, согласно постановлению ВЦИК, в административное деление Крымской АССР были внесены изменения, в результате которых округа были отменены, Бакальский район упразднён и село вошло в состав Евпаторийского района. Согласно Списку населённых пунктов Крымской АССР по Всесоюзной переписи 17 декабря 1926 года, в пристани Сары-Булат (русский), Ак-Шеихского сельсовета (в котором село состояло до 1967 года) Евпаторийского района, числился 31 двор, все крестьянские, население составляло 101 человек, из них 76 русских, 15 украинцев, 7 татар, 2 белоруса. Постановлением ВЦИК РСФСР от 30 октября 1930 года был создан Ишуньский район, уже как национальный украинский и село включили в его состав, а после создания в 1935 году Ак-Шеихского района (переименованного в 1944 году в Раздольненский) Сары Булат включили в его состав. По данным всесоюзной переписи населения 1939 года в селе проживало 308 человек.
С 25 июня 1946 года Сары Булат в составе Крымской области РСФСР. Указом Президиума Верховного Совета РСФСР от 18 мая 1948 года, Сары Булат переименовали в Портовое. 26 апреля 1954 года Крымская область была передана из состава РСФСР в состав УССР. Указом Президиума Верховного Совета УССР «Об укрупнении сельских районов Крымской области», от 30 декабря 1962 года село присоединили к Черноморскому району. 1 января 1965 года, указом Президиума ВС УССР «О внесении изменений в административное районирование УССР — по Крымской области», вновь включили в состав Раздольненского. В 1967 году создан Ботанический сельский совет в который входило Портовое, на 1977 год — уже в составе Чернышёвского. По данным переписи 1989 года в селе проживало 110 человек. С 12 февраля 1991 года село в восстановленной Крымской АССР, 26 февраля 1992 года переименованной в Автономную Республику Крым.